# Список объектов всемирного наследия ЮНЕСКО в Парагвае
В спи́ске объе́ктов Всеми́рного насле́дия ЮНЕ́СКО в Парагвае значится 1 наименование (на 2010 год), это составляет 0,1 % от общего числа (1248 на 2025 год).
Кроме этого, по состоянию на 2018 год, 6 объектов на территории государства находятся в числе кандидатов на включение в список всемирного наследия.

## Список
Объекты расположены в порядке их добавления в список всемирного наследия. Если объекты добавлены одновременно, то есть на одной сессии Комитета всемирного наследия ЮНЕСКО, то объекты располагаются по номерам.
| # | Изображение | Название | Местоположение     | Время создания | Год внесения в список | №   | Критерии |
| - | ----------- | --- | ------------------ | -------------- | --------------------- | --- | -------- |
| 1 |             | Миссия иезуитов Ла-Сантисима-Тринидад-де-Парана и Миссия иезуитов Хесус-де-Таварангуэ Misión jesuítica de Santísima Trinidad del Paraná и Misión jesuítica de Jesús de Tavarangué | Департамент Итапуа | 1706           | 1993                  | 648 | iv       |

## Предварительный список
В таблице объекты расположены в порядке их добавления в предварительный список.
| # | Изображение | Название                                                                                     | Местоположение             | Время создания | Год внесения в предварительный список | №    |
| - | ----------- | -------------------------------------------------------------------------------------------- | -------------------------- | -------------- | ------------------------------------- | ---- |
| 1 |             | Железнодорожные системы Карлоса Антонио Лопеса Sistema Ferrocarril Pte. Carlos Antonio López | Департамент Сентраль       | 1854           | 1993                                  | 506  |
| 2 |             | Национальный парк Ибитурусу Parque Nacional Ybyturuzu                                        | Департамент Гуайра         | —              | 1993                                  | 507  |
| 3 |             | Национальный парк Тинфунке Parque National Tinfunke                                          | Департамент Пресиденте-Аес | —              | 1993                                  | 508  |
| 4 |             | Лесной резерват Мбаракайу Reserva del Mbaracayú                                              |                            | —              | 2003                                  | 1845 |
| 5 |             | Парагвайский Пантанал Pantanal                                                               | Департамент Альто-Парагвай | —              | 2018                                  | 6281 |
| 6 |             | Железнодорожный комплекс и Английская деревня в Сапукае Sapucai                              | Департамент Парагуари      | XIX век        | 2018                                  | 6282 |